# Miquelon-Langlade
Miquelon-Langlade – gmina w terytorium zależnym Saint-Pierre i Miquelon położona na wyspie Miquelon, nad Oceanem Atlantyckim. Liczy 613 osób (styczeń 2010). Znajduje się tu port lotniczy Miquelon.